# Uloboridae
Uloboridae Thorell, 1869 è una famiglia di ragni appartenente all'infraordine Araneomorphae.

## Etimologia
Il nome deriva dal greco οὑλοβὸρος, ulobòros cioè dal morso funesto, in quanto la loro presa è tenace e non dà scampo alla preda, e il suffisso -idae, che designa l'appartenenza a una famiglia.

## Caratteristiche
Raramente superano i 12 millimetri di lunghezza e hanno il primo paio di zampe anteriori molto allungato. Una principale caratteristica dei ragni di questa famiglia è di non possedere alcun tipo di ghiandola velenifera. Sono provvisti di cribellum con il quale pettinano la seta al momento di svolgerla, dando così l'aspetto lanuginoso alla tela. La tela, infatti, non è adesiva e appiccicaticcia come quella di molti altri ragni, bensì lanuginosa e piena di fibre molto resistenti che tengono ferma inesorabilmente la preda. Le loro ragnatele sono caratteristiche anche per avere disegni a zig-zag verso il centro, a guisa di decorazioni.

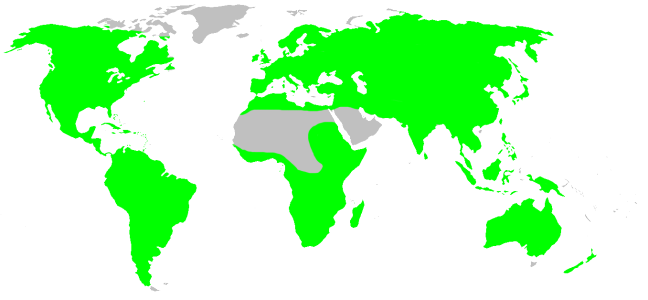
Uloboridae, distribuzione

## Comportamento
Grazie alla geometria particolare della loro tela, questi ragni assumono pose ad arco con le loro zampe anteriori che consentono un mimetismo quasi perfetto: a un occhio poco attento il ragno, così immobile, sembra una foglia o un rametto impigliato nella stessa tela, mentre invece è pronto a scattare sull'incauta preda. Anche quando depone le uova, la femmina forma dei sacchi allungati appesi l'uno all'altro in modo da confondersi e mimetizzarsi anche fra essi col duplice scopo di tener d'occhio le uova e appostarsi in attesa di prede.

## Distribuzione
Le specie conosciute sono alquanto distribuite nel mondo, al punto da considerare la famiglia cosmopolita. L'eccezione è il continente europeo, che conta solamente 2 specie, per quanto abbastanza diffuse: Uloborus walckenaerius e Hyptiotes paradoxus.

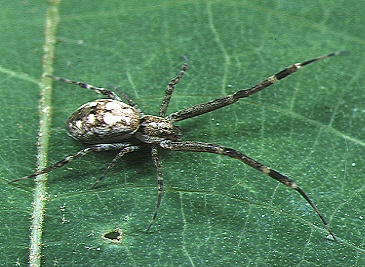
Octonoba yaeyamensis, femmina.

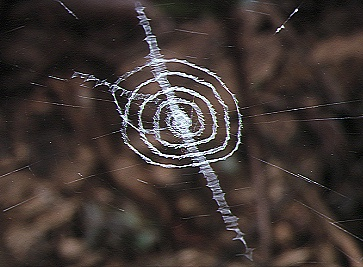
Octonoba yaeyamensis, ragnatela con gli stabilimenta.

## Tassonomia
Attualmente, a novembre 2020, si compone di 19 generi e 287 specie; la suddivisione in sottofamiglie segue quella dell'entomologo Joel Hallan:
- Aristoninae
  - Ariston O. P-Cambridge, 1896 - dal Messico a Panama
  - Polenecia Lehtinen, 1967 - dal Mediterraneo all'Azerbaigian
  - Siratoba Opell, 1979 - USA, Messico
  - Tangaroa Lehtinen, 1967 - Oceania
  - Waitkera Opell, 1979 - Nuova Zelanda
- Hyptiotinae
  - Hyptiotes Walckenaer, 1837 - Regione paleartica
  - Miagrammopes O. P.-Cambridge, 1870 - America e Australia
  - Orinomana Strand, 1934 - America meridionale
  - Sybota Simon, 1892 - America meridionale
  - Uaitemuri Santos & Gonzaga, 2017 - Brasile
- Uloborinae Thorell, 1869
  - Astavakra Lehtinen, 1967 - Filippine
  - Conifaber Opell, 1982 - Argentina, Paraguay, Colombia
  - Daramulunia Lehtinen, 1967 - Isole Samoa, Isole Figi, Nuove Ebridi
  - Lubinella Opell, 1984 - Nuova Guinea
  - Octonoba Opell, 1979 - Russia, dall'Asia centrale al Giappone
  - Philoponella Mello-Leitão, 1917 - Africa, America, Asia, Australia
  - Purumitra Lehtinen, 1967 - Australia, Filippine
  - Uloborus Latreille, 1806 - cosmopolita
  - Zosis Walckenaer, 1842 - zona fra i due tropici